# Andy Dawson
Andrew Stuart Dawson, meglio noto come Andy Dawson (Northallerton, 20 ottobre 1978), è un allenatore di calcio ed ex calciatore inglese, di ruolo difensore, vice allenatore dell'Hull City.

## Biografia
Anche i fratelli minori Kevin (nato nel 1981) e Michael (nato nel 1983) avevano intrapreso la carriera da calciatori: in particolare, Michael è stato una bandiera di Nottingham Forest, con cui aveva esordito nel professionismo nel 2001 e ha poi chiuso la carriera nel 2021, Tottenham e Hull City, oltre ad aver giocato quattro partite per la nazionale maggiore inglese.
Allo stesso modo, il figlio Joey (nato nel 2003) ha iniziato a giocare a calcio nello Scunthorpe Utd, squadra di cui il padre è stato a lungo un simbolo, e ne è diventato il debuttante più giovane nell'agosto del 2019, quando ha esordito fra i professionisti a soli 16 anni, 2 mesi e 5 giorni in un incontro di coppa nazionale contro il Derby County. Si è poi unito al Celtic nell'estate del 2021, debuttando in prima squadra nel dicembre seguente.

## Palmarès

### Individuale
- Calciatore dell'anno dell'Hull City: 1

2006-2007